# NGC 824
NGC 824 (również PGC 8068) – galaktyka spiralna z poprzeczką (SBbc), znajdująca się w gwiazdozbiorze Pieca. Została odkryta 29 listopada 1837 roku przez Johna Herschela.